# Demokrata Nemzeti Bizottság
A Demokrata Nemzeti Bizottság (angolul: Democratic National Committee; rövidítés: DNC) az amerikai Demokrata Párt kormányzószervezete. A bizottság célja a demokrata jelöltek stratégiájának támogatása országszerte választások idején, állami és szövetségi szinten is, illetve a párt „márkájának” kialakítására. A bizottság rendezi a négy évente megrendezett nemzeti konvenciót, ahol a párt kiválasztja az elnökjelöltjét. Ugyan támogatja a jelölteket a választás során, nem irányítja őket hivatalban töltött idejük alatt. Mikor a bizottság pártjából választják az elnököt, a Fehér Ház irányítja a bizottságot.
A bizottság elnökét a szervezet választja. Az 1848-as nemzeti konvención alapították.

## Botrányok

### Watergate-botrány
1972. június 17-én Washingtonban a Watergate irodaházban tetten értek öt személyt, amint a Demokrata Párt választási főhadiszállásán, Larry O’Brien, a Demokrata Párt akkori elnökének irodájában lehallgatóberendezést szerelnek fel. A botrány Richard Nixon elnök lemondásához vezetett.

## Elnökök
| Elnök                           | Időszak         | Állam           |
| ------------------------------- | --------------- | --------------- |
| Benjamin Hallett                | 1848–1852       | Massachusetts   |
| Robert McLane                   | 1852–1856       | Maryland        |
| David Smalley                   | 1856–1860       | Vermont         |
| August Belmont                  | 1860–1872       | New York        |
| Augustus Schell                 | 1872–1876       | New York        |
| Abram Hewitt                    | 1876–1877       | New York        |
| William Barnum                  | 1877–1889       | Connecticut     |
| Calvin Brice                    | 1889–1892       | Ohio            |
| William Harrity                 | 1892–1896       | Pennsylvania    |
| James Jones                     | 1896–1904       | Arkansas        |
| Thomas Taggart                  | 1904–1908       | Indiana         |
| Norman Mack                     | 1908–1912       | New York        |
| William McCombs                 | 1912–1916       | New York        |
| Vance McCormick                 | 1916–1919       | Pennsylvania    |
| Homer Cummings                  | 1919–1920       | Connecticut     |
| George White                    | 1920–1921       | Ohio            |
| Cordell Hull                    | 1921–1924       | Tennessee       |
| Clem Shaver                     | 1924–1928       | Nyugat-Virginia |
| John Raskob                     | 1928–1932       | New York        |
| James Farley                    | 1932–1940       | New York        |
| Edward Flynn                    | 1940–1943       | New York        |
| Frank Walker                    | 1943–1944       | Pennsylvania    |
| Robert Hannegan                 | 1944–1947       | Missouri        |
| Howard McGrath                  | 1947–1949       | Rhode Island    |
| William Boyle                   | 1949–1951       | Missouri        |
| Frank McKinney                  | 1951–1952       | Indiana         |
| Stephen Mitchell                | 1952–1955       | Illinois        |
| Paul Butler                     | 1955–1960       | Indiana         |
| Scoop Jackson                   | 1960–1961       | Washington      |
| John Bailey                     | 1961–1968       | Connecticut     |
| Larry O’Brien                   | 1968–1969       | Massachusetts   |
| Fred Harris                     | 1969–1970       | Oklahoma        |
| Larry O’Brien                   | 1970–1972       | Massachusetts   |
| Jean Westwood                   | 1972            | Utah            |
| Bob Strauss                     | 1972–1977       | Texas           |
| Kenneth Curtis                  | 1977–1978       | Maine           |
| John White                      | 1978–1981       | Texas           |
| Charles Manatt                  | 1981–1985       | Kalifornia      |
| Paul Kirk                       | 1985–1989       | Massachusetts   |
| Ron Brown                       | 1989–1993       | New York        |
| David Wilhelm                   | 1993–1994       | Ohio            |
| Debra DeLee                     | 1994–1995       | Massachusetts   |
| Chris Dodd (általános elnök)    | 1995–1997       | Connecticut     |
| Don Fowler (országos elnök)     | 1995–1997       | Dél-Karolina    |
| Roy Romer (általános elnök)     | 1997–1999       | Colorado        |
| Steve Grossman (országos elnök) | 1997–1999       | Massachusetts   |
| Ed Rendell (általános elnök)    | 1999–2001       | Pennsylvania    |
| Joe Andrew (országos elnök)     | 1999–2001       | Indiana         |
| Terry McAuliffe                 | 2001–2005       | Virginia        |
| Howard Dean                     | 2005–2009       | Vermont         |
| Tim Kaine                       | 2009–2011       | Virginia        |
| Donna Brazile (megbízott)       | 2011            | Louisiana       |
| Debbie Wasserman Schultz        | 2011–2016       | Florida         |
| Donna Brazile (megbízott)       | 2016–2017       | Louisiana       |
| Tom Perez                       | 2017–2021       | Maryland        |
| Jaime Harrison                  | 2021–2025       | Dél-Karolina    |
| Ken Martin                      | 2025–napjainkig | Minnesota       |